# 羅塔赫河 (伊勒河支流)
47°36′58.30″N 10°17′51.25″E / 47.6161944°N 10.2975694°E

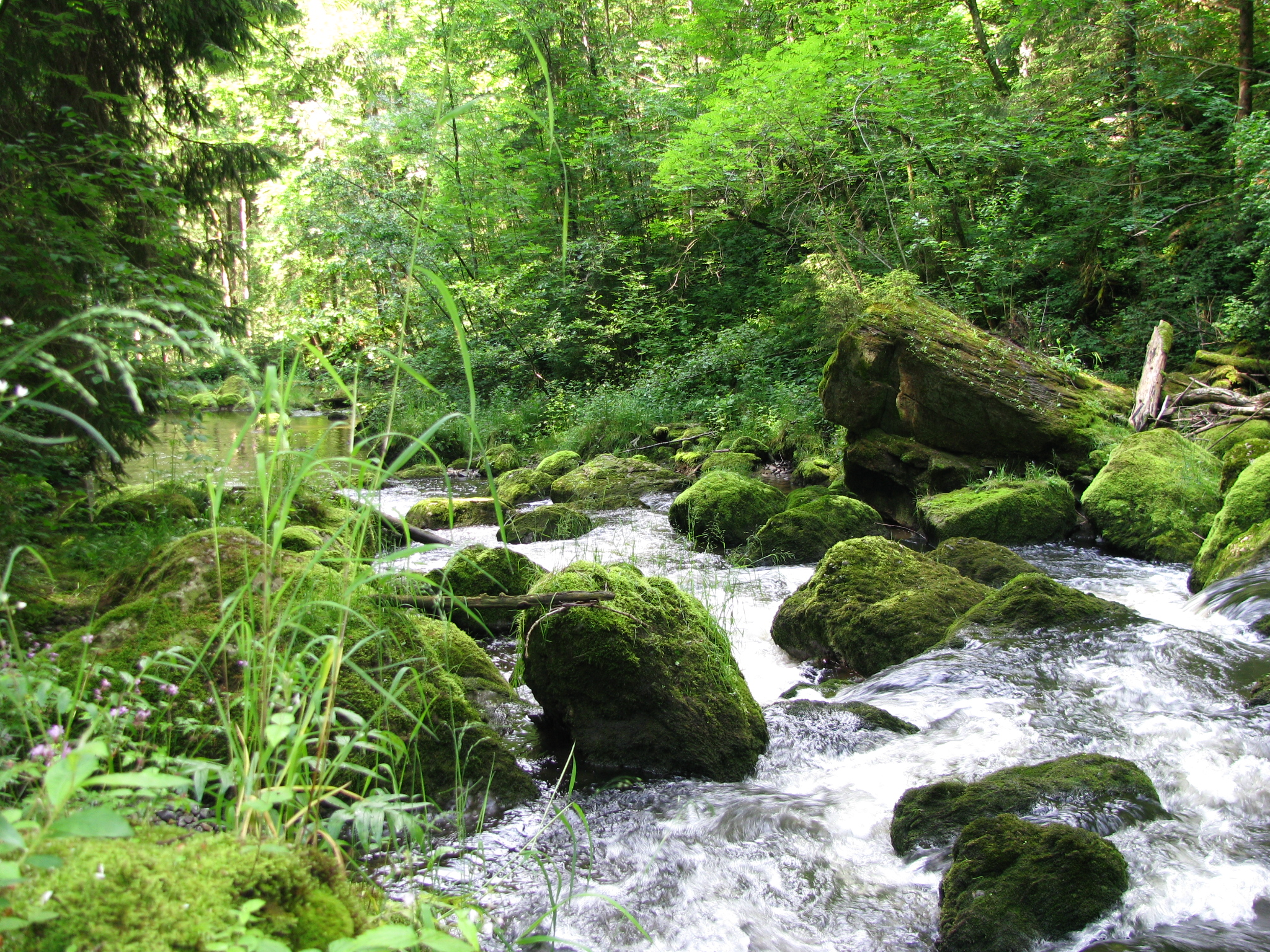

羅塔赫河（德語：Rottach），是德國的河流，位於該國東南部，由巴伐利亞負責管轄，處於上阿爾高縣，屬於伊勒河的右支流，河道全長15.7公里，流域面積60.7平方公里。